# Султанов, Арслан Булатович
Арслан Булатович Султанов (род. 25 декабря 1999, Новоузенск, Саратовская область, Россия) — российский военнослужащий, Герой Российской Федерации.

## Биография
Родился 25 декабря 1999 года в Новоузенске Саратовской области. Детство прошло в селе Киевка Новоузенского района, где его воспитанием занималась мать и его дедушка с бабушкой.
В 2015 году окончил 9 классов Олоновской средней школы, после чего поступил в Новоузенский агротехнологический техникум, где отучился по специальности бухгалтера.
Срочная служба Султанова прошла в войсках радиационной, химической и биологической защиты в Шиханах. После данной службы решил подписать контракт с Вооружёнными силами Российской Федерации. Службу по контракту Султанов проходил в войсках ВДВ в 56 гвардейской десантно-штурмовой бригаде 7 гвардейской десантно-штурмовой дивизии. Вместе с составом своего подразделения, Султанов участвовал в Параде Победы на Красной площади в Москве.
В августе 2023 года был тяжело ранен в ходе российского вторжения на Украину, находится по сей день на лечении в госпитале ветеранов боевых действий в Москве. 30 декабря 2023 года Султанову было присвоено звание Героя Российской Федерации.

## Награды
- Герой Российской Федерации
- Медаль Суворова
- Медаль Жукова